# Blake Farenthold
Randolph Blake Farenthold (Corpus Christi, 12 dicembre 1961 – Corpus Christi, 20 giugno 2025) è stato un politico statunitense, membro della Camera dei Rappresentanti per lo stato del Texas dal 2011 al 2018.

## Biografia
Nato e cresciuto a Corpus Christi in una ricca famiglia di imprenditori, Farenthold perse il padre da bambino: l'uomo, George Randolph Farenthold, venne ucciso e gettato in mare con un blocco di cemento al collo perché minacciò di testimoniare in tribunale contro i quattro uomini che lo truffarono per 100.000 dollari.
Dopo gli studi all'Università del Texas a Austin, Blake Farenthold lavorò come disc jockey, assistente legale e web designer, oltre a condurre una trasmissione politica di destra su una radio locale.
Politicamente attivo con il Partito Repubblicano, nel 2010 si candidò alla Camera dei Rappresentanti sfidando il deputato democratico in carica da ventotto anni Solomon Ortiz riuscendo a sconfiggerlo e superandolo di appena 799 voti. Venne poi riconfermato nelle successive tornate elettorali.
Blake Farenthold fu anche protagonista di alcune polemiche: nel 2010, durante la campagna elettorale contro Ortiz, emersero delle foto dove apparve con indosso un pigiama con delle paperelle in compagnia di alcune donne in lingerie; nel 2014 invece una sua collaboratrice gli fece causa per discriminazione sessuale. Nel 2018 rassegnò le dimissioni dalla Camera quando emerse il fatto che, per risolvere la controversia legale con la dipendente che lo accusò di molestie, Farenthold usò 84.000 dollari di soldi pubblici.